# CT Serpentis

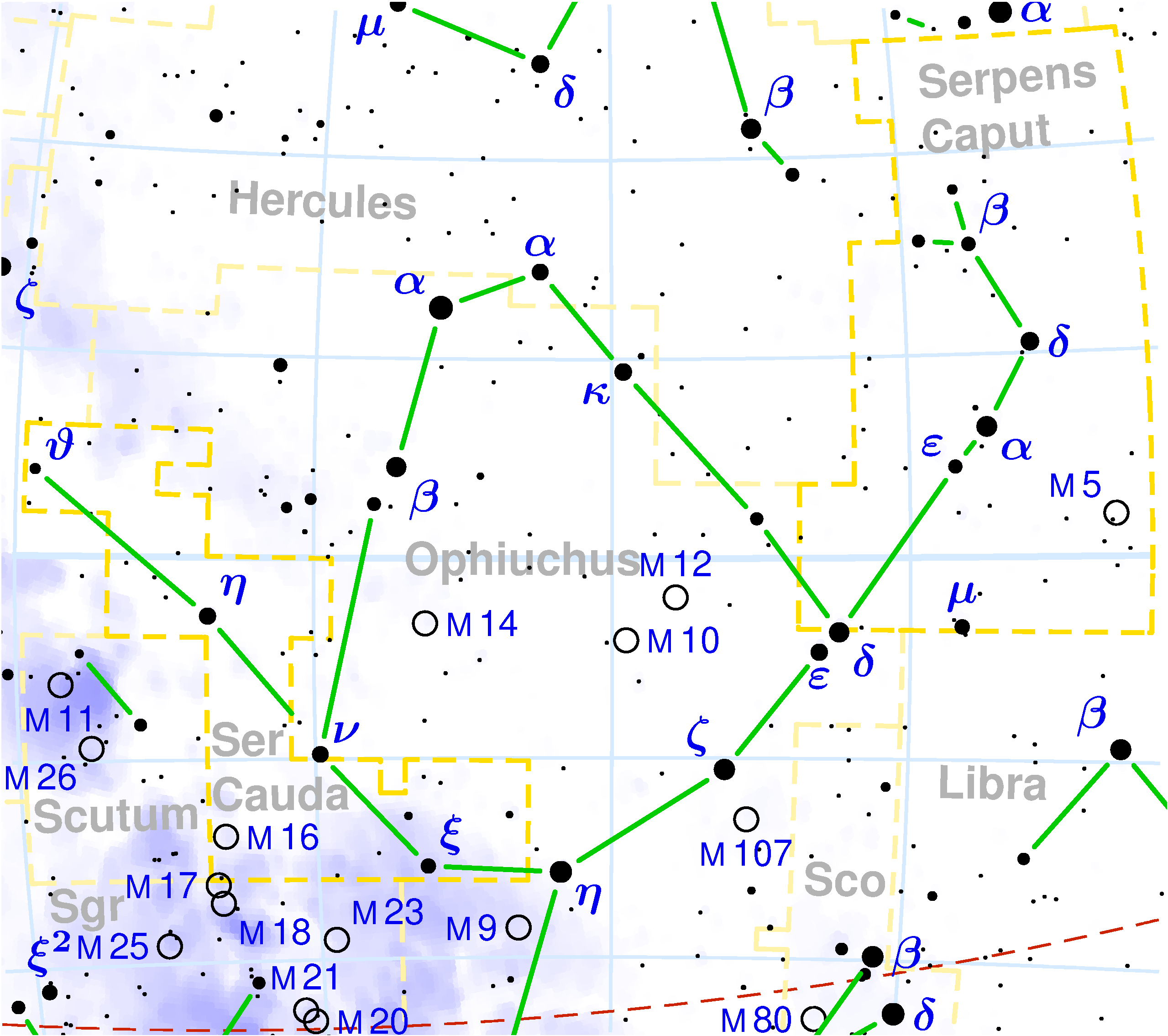
Sternbild Schlange

CT Serpentis (auch Nova Serpentis 1948) war eine Nova, die im Jahr 1948 im Sternbild Schlange erschien und mit dem 30. September 1948 verzeichnet wurde. Es wird angenommen, dass sie eine Helligkeit von mindestens 6,0 mag erreichte, wobei dies eine Extrapolation ihrer Lichtkurve war. Die Nova erreichte eine tatsächliche Helligkeit von 9,0m und verblasste anschließend.

## Koordinaten
- Rektaszension: 15h 45m 39s.08
- Deklination: −14° 22' 31".8